# アンソニー・ハーヴェイ
アンソニー・ハーヴェイ（Anthony Harvey, 1931年6月3日 - 2017年11月23日）は、イギリスの映画監督、編集技師である。

## 来歴
1950年代より編集技師としてキャリアをスタートさせ、1960年代半ばより監督に転向した。編集技師としては15作、監督としては13作品にクレジットされている。監督2作目『冬のライオン』（1968年）で全米監督協会賞を獲得し、アカデミー監督賞にもノミネートされた。

## 主なフィルモグラフィ
- シーザーとクレオパトラ Caesar and Cleopatra (1945) 出演
- 歩兵の前進 Private's Progress (1956) 編集
- Tread Softly Stranger (1958) 編集
- ピーター・セラーズの 労働組合宣言!! I'm All Right Jack (1959) 編集
- 求むハズ The Millionairess (1960) 編集
- The Angry Silence (1960) 編集
- The L-Shaped Room (1962) 編集
- ロリータ Lolita (1962) 編集
- 博士の異常な愛情 または私は如何にして心配するのを止めて水爆を愛するようになったか Dr. Strangelove or: How I Learned to Stop Worrying and Love the Bomb (1964) 編集
- 寒い国から帰ったスパイ The Spy Who Came in from the Cold (1965) 編集
- 哀愁の旅路 The Whisperers (1967) 編集
- Dutchman (1967) 監督・編集
- 冬のライオン The Lion in Winter (1968) 監督
- They Might Be Giants (1971) 監督
- The Glass Menagerie (1973) テレビ映画、監督
- The Abdication (1974) 監督
- The Disappearance of Aimee (1976) テレビ映画、監督
- ウィンブルドン 愛の日 Players (1979) 監督
- イーグルス・ウィング Eagle's Wing (1979) 監督
- Richard's Things (1980) 監督
- パトリシア物語 The Patricia Neal Story (1981) テレビ映画、監督（アメリカのシーンのみ）
- スヴェンガリの魔力 Svengali (1983) テレビ映画、監督
- ニック・ノルティ/キャサリン・ヘップバーンの 愉快なゆかいな殺し屋稼業 Grace Quigley (1985) 監督
- This Can't Be Love (1994) テレビ映画、監督